# Баширов Олександр Миколайович
Олександр Миколайович Баширов (нар. 24 вересня 1955, Согом, ХМАО, Тюменська область, РРФСР, СРСР) — радянський і російський актор кіно, телебачення і дубляжу, кінорежисер, сценарист, продюсер, кліпмейкер.
Фігурант бази даних центру «Миротворець».

## Біографія
Народився 24 вересня 1955 року в селі Согом Ханти-Мансійського Автономного округу Тюменської області.
Мати, Марія Катировна Баширова, з сибірських татар села Карагай Вагайського району Тюменської області, після закінчення курсів телеграфістів відправлена за розподілом начальником пошти в село Согом. Батько, Микола Захарович Косигін, з родини росіян, засланих у 1932 році з Тобольська, працював у річкфлоті. Після розставання з Миколою Марія переїхала в Тюмень і працювала на залізниці. Дід по материнській лінії, Катир, був розкуркулений. Ветеран Великої Вітчизняної війни, втратив руку на війні.
У 1972 році приїхав в Ленінград, навчався в ПТУ № 57 за спеціальністю плиточника-лицювальника, потім працював на цементному заводі у Виборзі.
Займався в літературному гуртку під керівництвом Веремія Айпіна в Ханти-Мансійську.
У 1979 році вступив до Тюменський державний університет на спеціальність «Російська мова і література».
У 1981—1983 роках служив в армії, в танкових військах Забайкальського військового округу). В армійському клубі був художником, написав портрет генсека, на якому зобразив Леоніда Ілліча в танковому шоломі.
Вступив на режисерський факультет Вдіку в 1984 році (майстерня Ігоря Таланкіна, потім майстерня Анатолія Васильєва), який закінчив у 1989 році. Дебют Олександра Баширова в якості кіноактора відбувся в 1986 році у фільмі Сергія Соловйова «Чужа біла і рябий».
У 1990—1991 роках вчив англійську мову на курсах в Колумбійському університеті. Займався у акторській майстерні під керівництвом Лоуренса Арансіо в «Бергхоф-студії» в Нью-Йорку.
Брав участь у «Поп-механіці» та виставі «Колобок» Сергія Курьохіна.
У 1996 році організував у Санкт-Петербурзі студію «Дебоширфільм», в якій є художнім керівником і викладачем акторсько-режисерської майстерні.
У 1998 році став одним із засновників фестивалю незалежного кіно «Чисті мрії», проведеного в Санкт-Петербурзі.
У 1998 році дебютував фільмом «Залізна п'ята олігаріхї» («Ж. П. О.»), що отримав безліч нагород російських і зарубіжних кінофестивалів, у тому числі і головний приз «Tiger Award» Роттердамського кінофестивалю.
У великодній тиждень 1999 року зняв документальний фільм «Белград, Белград!», коли літаки НАТО бомбардували місто.
У 2014 році здійснив поїздку на Донбас, де знімав фільм з робочою назвою «Донбас стукає в наше серце».
Член Спілки кінематографістів Росії.
Заслужений діяч культури Ханти-Мансійського автономного округу.
Станом на грудень 2019 року знявся більш ніж у ста шістдесяти фільмах. Працював з режисерами російського кіно: Олексієм Германом, Сергієм Соловйовим, Кірою Муратовою.

## Особисте життя
Дружина: Інна Волкова, солістка гурту «Колібрі».
- Дочка — Олександра-Марія (нар. 1997).

Був одружений з однокурсницею, американкою Венді Ньютон, дочкою акторки, громадської діячки і документалістки Джоан Гарві (творчині фільму «Америка від Гітлера до MX»). В шлюбі народився син Крістофер.

## Фільмографія

### Акторські роботи
1. 1986 — Чужа біла і рябий —  дивак
2. 1987 — Асса —  Шурик Бабакин, «майор ВПС »
3. 1988 — Голка —  Спартак
4. 1989 — Чорна троянда - емблема печалі, червона троянда - емблема кохання —  Толік
5. 1990 — Спільниця
6. 1991 — Будинок під зоряним небом —  Валентин Компостеров
7. 1991 — Самостійне життя —  майор хімзахисту
8. 1992 — Над темною водою —  гебіст
9. 1992 — Фіктивний шлюб —  Румянцев
10. 1993 — Американський дідусь —  сутенер
11. 1995 — Прибуття поїзда —  оператор
12. 1996 — Жорстке час —  бандит
13. 1997 — Вулиці розбитих ліхтарів —  Володимир
14. 1998 — Мама, не горюй —  Мішаня
15. 1998 — Залізна п'ята олігархії (Ж. П. О.) —  Микола Петрович
16. 1998 — Хрустальов, машину! —  Федя Арамішев
17. 2000 — Кордон. Тайговий роман —  цирковий клоун
18. 2001 — Агент національної безпеки-3 (телесеріал) —  Осадчий, кілер  (31-я серія «Гра»)
19. 2001 — Отрути, або Всесвітня історія отруєнь —  слюсар Арнольд
20. 2001 — Даун Хаус —  Фердищенко
21. 2001 — Кобра —  перший бойовик
22. 2001 — Сестри —  Сейфуллін
23. 2001 — Механічна сюїта —  людина за гратами в машині
24. 2002 — Чеховські мотиви
25. 2002 — Російський спецназ —  бандит
26. 2002 — Льодовиковий період —  Кліщ
27. 2002 — Ведмежий поцілунок —  торговець тваринами
28. 2002 — Той, хто дивиться вниз —  Вітя, дільничний
29. 2002 — Челябумбія —  Пу Сун Лі «дівоче прізвище — Оболенський», завліт театру
30. 2002 — Змішувач —  Вітя, сусід Кості
31. 2003 — Хлопці з нашого міста
32. 2003 — Життя одна —  масовик-фотограф
33. 2003 — Золотий вік —  Павло I
34. 2003 — Удачі тобі, сищик! —  Колька
35. 2003 — Чисті ключі —  Сергій
36. 2004 — Штрафбат —  Леха «Стир» спритно, досвідчений шулер
37. 2004 — Бальзаківській вік, або Всі чоловіки сво ...  (серія «Найкраще свято»)  —  ведмежатник
38. 2005 — Полювання на асфальті —  Ханьонок
39. 2005 — Загибель імперії —  генерал Лавр Корнілов
40. 2005 — 9 рота —  «Помідор», прапорщик
41. 2005 — Майстер і Маргарита —  кіт Бегемот
42. 2005 — Королева бензоколонки 2 —  гуру
43. 2005 — Жмурки —  людина, прив'язана до стільця (перший жмурик)
44. 2005 — Бандитський Петербург. Фільм 7. Переділ —  терапевт, людина «Мюллера»
45. 2005 — Вепр —  Тимофій Ребров
46. 2005 — Убити Беллу —  п'яний в «мавпятнику»
47. 2006 — День грошей —  Хворий-старший
48. 2006 — Пітер FM —  управдом
49. 2006 — Ніколи не розмовляйте з невідомими
50. 2006 — Великі дівчатка —  Коля
51. 2006 — Повне дихання — Аркашка
52. 2006 — Рататуй —  шеф
53. 2006 — Ніхто не знає про секс —  Стасік
54. 2006 — Вікінг —  Салім, торговець зброєю
55. 2006 — Гусари /  Gusary  —  Серж Пістолькорс
56. 2007 — Вантаж 200 —  алкоголік
57. 2007 — Два в одному —  монтувальник Вітя
58. 2007 — Батько —  Микола
59. 2007 — 1814 —  Прокоф'єв
60. 2007 — Закон мишоловки —  затриманий
61. 2007 — Антидур —  Микола Миколайович Раков, експерт-криміналіст з наркотиків
62. 2007 — Особливості національної підлідної ловлі, або Відрив по повній —  капітан ульот
63. 2007 — Тупий жирний заєць —  спонсор
64. 2007 — Артисти —  місцевий підприємець
65. 2007 — Щастя (короткометражний фільм) —  чарівниця
66. 2007 — Вовк (Росія-Угорщина) —  шаман Микола Сергійович
67. 2007 — Ленінград —  кримінальник «Косий»
68. 2008 — Апостол —  Олексій Генріхович Душин
69. 2008 — Ніхто не знає про секс 2 —  Стасик
70. 2008 — Відторгнення —  Люцифер
71. 2008 — Подарунок Сталіну —  майор МГБ
72. 2008 — Річка-море —  Ніс
73. 2008 — Божевільний листопад —  екстремал
74. 2008 — Заповіт ночі —  голова сільради
75. 2008 — Старша дружина —  Колгосп-Хан
76. 2008 — Заходь — не бійся, виходь — не плач —  Перетятько
77. 2008 — Справжня любов —  «Петро»
78. 2009 — Найкращий фільм 2 —  тато Мажора
79. 2009 — 2-Асса-2 —  Бабакін
80. 2009 — Платина 2 —  Жучок
81. 2009 — Лопухи: Епізод перший —  бомж
82. 2009 — Какраки —  Крутіков
83. 2009 — Зграя —  полковник Клєбанов, начальник Шантарського міського управління внутрішніх справ
84. 2009 — Другі —  поліцай Хомич
85. 2009 — О, щасливчик! —  Перельман
86. 2010 — Голка Remix —  Спартак
87. 2010 — Край —  абориген Вовка
88. 2010 — Правдива історія про Червоні вітрила —  сищик Дрейк
89. 2010 — Єфросинія —  Тихон
90. 2010 — Червона ртуть /  Punane elavhõbe  —  Кірст
91. 2010 — Робінзон —  Ворона
92. 2010 — Демони —  Вован
93. 2010 — Біле плаття —  конюх
94. 2010 — Хранителі мережі — Керівник асоціації «Російські витязі»
95. 2011 — Байдужість —  Бучнєв
96. 2011 — Дитинка —  Зізітоп
97. 2011 — Костоправ —  Упир
98. 2011 — Петро Перший. Заповіт —  Іван Балакірєв, придворний блазень Петра I
99. 2011 — Розкол —  юродивий Васька Босий
100. 2012 — Грач —  Максим Степанович Черепанов («Ріпа»), кольщик
101. 2012 — На Байкал 2: На абордаж —  лікар
102. 2013 — Дрімс —  божевільний філософ
103. 2013 — Похабовськ. Зворотний бік Сибіру —  Едуард Романович Максимов, діючий мер Похабовська
104. 2013 — Готель «Президент» —  Михайло Аронович Красик, бухгалтер
105. 2013 — Шерлок Холмс —  Керслейк, клерк канцелярії її величності
106. 2014 — Здрастуйте, я ваш тато!
107. 2014 — Корпоратив
108. 2014 — Ялинки 1914 —  матрос Желєзняк
109. 2014 — Білі вовки 2 —  Юван Ювановіч Рамбадеев, лісник
110. 2014 — Я витаю в хмарах —  лжепродюсер
111. 2015 — Дельта. Продовження —  Дмитро Короленка (Корольок)
112. 2015 — Тимчасово недоступний —  Нікітін, режисер
113. 2015 — Картина маслом —  Авель Іванович
114. 2015 — Країна Оз —  Дюк
115. 2016 — гастролери —  Хмирь
116. 2016 — Хармс —  сусід Хармса / старенька, яка випала з вікна
117. 2016 — Завтра вранці —  Веломастер
118. 2016 — МухАмори[4] — Гордій Іванович
119. 2016 — Людина з майбутнього
120. 2017 — Z
121. 2017 — Короп відморожений —  трунар
122. 2018 — Summer —  пасажир в електричці
123. 2018 — Мертві ластівки —  Сашок
124. 2018 — Домашній арешт —  колектор Григорій
125. 2018 — Зулейха відкриває очі —  Горєлов
126. 2018 — Бар «На груди» —  Сергій, новий бармен
127. 2020 — Проект «Анна Миколаївна» —  Кулемін
128. 2020 — Ольга (4 сезон, 13 і 17 серії) —  «Бог Ольги»  чоловік в лісі / продавець яблук

### Режисерські роботи

#### Кліпи
1. 1997 — кліп групи «Колібрі» — «А я?»[5]
2. 2000 — кліп В'ячеслава Бутусова і групи Deadушкі — «Настасья»[6]
3. 2001 — кліп групи «Колібрі» — «Платівка»[7]
4. 2019 — кліп групи Cream Soda — «Більше Жодних вечірок»[8]

#### Документальне кіно
1. 1999 — Белград, Белград! (документальний)

## Нагороди та премії
- 1998 — кінофестиваль «Вікно в Європу» у Виборзі, спеціальний приз гільдії кінознавців і кінокритиків[9] — за фільм «Залізна П'ята Олігаріхї»
- 1998 — міжнародний кінофестиваль молодого кіно «Кінофорум», приз «Срібний цвях» у конкурсі дебютів13[джерело?] — за фільм «Залізна П'ята Олігаріхї»
- 1998 — Венеціанський міжнародний кінофестиваль, приз журналу «FilmKritika» — за фільм «Залізна П'ята Олігаріхї»
- 1998 — відкритий російський кінофестиваль «Кінотавр» у Сочі, приз ФІПРЕССІ — за фільм «Залізна П'ята Олігаріхї»
- 1999 — кінофестиваль «Література і кіно» в Гатчині, Великий приз журі, приз за кращу чоловічу роль, спеціальний приз журі[10] — за фільм «Залізна П'ята Олігаріхї»
- 1999 — міжнародний кінофестиваль в Олександрії, головний приз за кращий європейський фільм13[джерело?] — за фільм «Залізна П'ята Олігаріхї»
- 1999 — міжнародний кінофестиваль у Роттердамі, приз «Tiger Award»[11] — за фільм «Залізна П'ята Олігаріхї»
- 2003 — фестиваль «КіноРок» — кращий актор Олександр Баширов в ролі Настасії в однойменному кліпі[12]